# Tweede divisie (vrouwenhandbal) 2017/18
De tweede divisie is de op twee na hoogste afdeling van het Nederlandse handbal op landelijk niveau. De tweede divisie bestaat uit twee (A en B) gelijkwaardige onafhankelijke groepen/competities, elk bestaande uit twaalf teams met een eigen kampioen en degradanten. De inrichtende macht is het Nederlands Handbal Verbond.

## Opzet
- De twee kampioenen (uit elk der tweede divisies één) promoveren rechtstreeks naar de eerste divisie (mits er niet al een hogere ploeg van dezelfde vereniging in de eerste divisie speelt).
- De ploegen die als enerlaatste (elfde) en laatste (twaalfde) eindigen (uit elk der tweede divisies twee) degraderen rechtstreeks naar de hoofdklasse. De twee ploegen die in elk der tweede divisies als tiende eindigen, spelen op neutraal terrein een beslissingswedstrijd om uit te maken wie zich handhaaft of ook degradeert. Daarmee komt het totale aantal ploegen dat degradeert op vijf (gelijk aan het aantal hoofdklassen bij de dames).

## Tweede Divisie A

### Teams
| Club                       | Plaats           | Provincie     | Hal                    |
| -------------------------- | ---------------- | ------------- | ---------------------- |
| DFS Arnhem                 | Arnhem           | Gelderland    | Rijkerswoerd           |
| Schuler Afbouwgroep/D.O.S. | Emmer-Compascuum | Drenthe       | De Klabbe              |
| D.S.O.                     | Den Helder       | Noord-Holland | de Slenk               |
| Klink Nijland/Kwiek 2      | Raalte           | Overijssel    | Sporthal Tijenraan     |
| Olympia HGL                | Hengelo          | Overijssel    | Sporthal Veldwijk      |
| Westfriesland/SEW 2        | Nibbixwoud       | Noord-Holland | de Bloesem             |
| De Tukkers                 | Albergen         | Overijssel    | Sportpark het Loarkamp |
| V en S                     | Groningen        | Groningen     | Sporthal Lewenborg     |
| Vido                       | Purmerend        | Noord-Holland | de Vaart               |
| KRAS/Volendam              | Volendam         | Noord-Holland | Opperdam               |
| Commandeur/VVW             | Wervershoof      | Noord-Holland | de Dars                |
| Gastvrij/Wijhe '92         | Wijhe            | Overijssel    | Sportpark Wijhe        |

### Stand
| Pos | Team                       | Wed | W  | G | V  | Ptn | DV  | DT  | +/−  | Opmerking                                                |
| --- | -------------------------- | --- | -- | - | -- | --- | --- | --- | ---- | -------------------------------------------------------- |
| 1   | KRAS/Volendam (K, P)       | 22  | 18 | 1 | 3  | 37  | 638 | 492 | +146 | Promoveert naar de Eerste divisie                        |
| 2   | De Tukkers                 | 22  | 17 | 0 | 5  | 34  | 599 | 533 | +66  | Rangordewedstrijd                                        |
| 3   | Commandeur/VVW             | 22  | 16 | 1 | 5  | 33  | 586 | 488 | +98  |                                                          |
| 4   | Westfriesland/SEW 2        | 22  | 14 | 2 | 6  | 30  | 574 | 454 | +120 |                                                          |
| 5   | Vido                       | 22  | 11 | 2 | 9  | 24  | 601 | 529 | +72  |                                                          |
| 6   | Gastvrij/Wijhe '92         | 22  | 11 | 1 | 10 | 23  | 559 | 570 | −11  |                                                          |
| 7   | Schuler Afbouwgroep/D.O.S. | 22  | 10 | 2 | 10 | 22  | 557 | 581 | −24  |                                                          |
| 8   | Klink Nijland/Kwiek 2      | 22  | 10 | 1 | 11 | 21  | 577 | 562 | +15  |                                                          |
| 9   | D.S.O.                     | 22  | 9  | 0 | 13 | 18  | 608 | 659 | −51  |                                                          |
| 10  | DFS Arnhem (R)             | 22  | 5  | 0 | 17 | 10  | 524 | 591 | −67  | Beslissingswedstrijd voor degradatie naar de Hoofdklasse |
| 11  | V en S (R)                 | 22  | 3  | 1 | 18 | 7   | 468 | 682 | −214 | Degradeert naar de Hoofdklasse                           |
| 12  | Olympia HGL (R)            | 22  | 2  | 1 | 19 | 5   | 452 | 602 | −150 | Degradeert naar de Hoofdklasse                           |

### Uitslagen
| Thuis \ Uit                | DFS   | DOS   | DSO   | KWI   | OLY   | SEW   | TUK   | V&S   | VID   | VOL   | VVW   | WIJ   |
| -------------------------- | ----- | ----- | ----- | ----- | ----- | ----- | ----- | ----- | ----- | ----- | ----- | ----- |
| DFS Arnhem                 |       | 32–24 | 36–28 | 13–24 | 27–24 | 17–26 | 22–23 | 28–19 | 27–23 | 22–23 | 25–36 | 19–26 |
| Schuler Afbouwgroep/D.O.S. | 27–19 |       | 34–19 | 35–32 | 31–29 | 27–24 | 27–31 | 31–19 | 29–29 | 26–34 | 28–29 | 29–16 |
| D.S.O.                     | 37–36 | 24–17 |       | 39–30 | 30–21 | 22–35 | 27–37 | 39–19 | 33–26 | 23–28 | 19–27 | 37–28 |
| Klink Nijland/Kwiek 2      | 36–25 | 31–22 | 39–23 |       | 24–16 | 19–32 | 23–26 | 33–20 | 30–22 | 24–33 | 19–24 | 25–15 |
| Olympia HGL                | 24–23 | 21–27 | 23–30 | 30–24 |       | 16–26 | 18–25 | 24–26 | 22–22 | 16–24 | 22–24 | 17–28 |
| Westfriesland/SEW 2        | 29–20 | 23–23 | 27–21 | 26–17 | 24–15 |       | 23–21 | 32–14 | 29–30 | 18–22 | 22–20 | 37–16 |
| De Tukkers                 | 31–21 | 31–10 | 32–26 | 34–25 | 23–14 | 17–25 |       | 33–26 | 24–23 | 32–28 | 30–25 | 32–24 |
| V en S                     | 28–22 | 20–25 | 26–27 | 26–28 | 29–22 | 19–31 | 22–28 |       | 23–29 | 19–32 | 24–33 | 14–31 |
| Vido                       | 26–23 | 21–25 | 38–22 | 26–27 | 34–11 | 28–22 | 33–16 | 43–13 |       | 27–26 | 30–21 | 27–22 |
| KRAS/Volendam              | 23–22 | 33–25 | 36–23 | 25–25 | 38–22 | 27–21 | 30–17 | 39–21 | 29–21 |       | 32–21 | 30–21 |
| Commandeur/VVW             | 29–27 | 29–13 | 27–25 | 22–18 | 33–17 | 19–19 | 32–24 | 44–13 | 25–17 | 23–21 |       | 20–22 |
| Gastvrij/Wijhe '92         | 25–18 | 35–22 | 37–34 | 28–24 | 30–28 | 24–23 | 29–32 | 28–28 | 30–26 | 23–25 | 21–23 |       |

## Tweede Divisie B

### Teams
| Club                    | Plaats                | Provincie     | Hal                       |
| ----------------------- | --------------------- | ------------- | ------------------------- |
| Anytime Fitness/BFC     | Beek                  | Limburg       | de Haamen                 |
| Dongen                  | Dongen                | Noord-Brabant | De Salamander             |
| AJ Sports/Hellas        | Den Haag              | Zuid-Holland  | Hellashal                 |
| M.I.C.                  | Meerssen - Valkenburg | Limburg       | Marsana                   |
| Nieuwegein              | Nieuwegein            | Utrecht       | Galecop                   |
| Oliveo                  | Pijnacker             | Zuid-Holland  | Het Nest                  |
| United Breda            | Breda                 | Noord-Brabant | Haagse Beemden            |
| VENECO/VELO             | Wateringen            | Zuid-Holland  | Velohal                   |
| Verburch                | Poeldijk              | Zuid-Holland  | J. v.d. Valkhal           |
| Sima Sport/Ventura      | Schiedam              | Zuid-Holland  | Sporthal Willem Alexander |
| Succes Schoonmaak/VOC 2 | Amsterdam             | Noord-Holland | Elzenhagen                |
| WPK/Westlandia          | Naaldwijk             | Zuid-Holland  | De Pijl                   |

### Stand
| Pos | Team                       | Wed | W  | G | V  | Ptn | DV  | DT  | +/−  | Opmerking                                                |
| --- | -------------------------- | --- | -- | - | -- | --- | --- | --- | ---- | -------------------------------------------------------- |
| 1   | Anytime Fitness/BFC (K, P) | 22  | 21 | 0 | 1  | 42  | 660 | 542 | +118 | Promoveert naar de Eerste divisie                        |
| 2   | Succes Schoonmaak/VOC 2    | 22  | 19 | 0 | 3  | 38  | 701 | 529 | +172 | Rangordewedstrijd                                        |
| 3   | VENECO/VELO                | 22  | 16 | 1 | 5  | 33  | 671 | 557 | +114 |                                                          |
| 4   | Sima Sport/Ventura         | 22  | 13 | 0 | 9  | 26  | 582 | 552 | +30  |                                                          |
| 5   | Dongen                     | 22  | 9  | 2 | 11 | 20  | 504 | 522 | −18  |                                                          |
| 6   | AJ Sports/Hellas           | 22  | 9  | 1 | 12 | 19  | 480 | 499 | −19  |                                                          |
| 7   | Nieuwegein                 | 22  | 8  | 3 | 11 | 19  | 542 | 590 | −48  |                                                          |
| 8   | WPK/Westlandia             | 22  | 8  | 0 | 14 | 16  | 565 | 581 | −16  |                                                          |
| 9   | Oliveo                     | 22  | 7  | 1 | 14 | 15  | 596 | 664 | −68  |                                                          |
| 10  | United Breda               | 22  | 7  | 0 | 15 | 14  | 523 | 588 | −65  | Beslissingswedstrijd voor degradatie naar de Hoofdklasse |
| 11  | M.I.C. (R)                 | 22  | 6  | 0 | 16 | 12  | 432 | 556 | −124 | Degradeert naar de Hoofdklasse                           |
| 12  | Verburch (R)               | 22  | 5  | 0 | 17 | 10  | 569 | 645 | −76  | Degradeert naar de Hoofdklasse                           |

### Uitslagen
| Thuis \ Uit             | BFC   | DNG   | HEL   | MIC   | NIE   | OLI   | UNB   | VEL   | VER   | VNT   | VOC   | WLA   |
| ----------------------- | ----- | ----- | ----- | ----- | ----- | ----- | ----- | ----- | ----- | ----- | ----- | ----- |
| Anytime Fitness/BFC     |       | 30–20 | 22–20 | 30–20 | 29–25 | 32–26 | 38–26 | 35–26 | 37–28 | 36–33 | 33–28 | 29–27 |
| Dongen                  | 22–27 |       | 22–16 | 26–22 | 30–15 | 33–33 | 19–15 | 15–24 | 29–27 | 29–30 | 23–25 | 28–19 |
| AJ Sports/Hellas        | 15–22 | 22–16 |       | 22–13 | 21–21 | 21–15 | 28–20 | 19–26 | 26–25 | 25–21 | 28–29 | 20–17 |
| M.I.C.                  | 17–27 | 14–23 | 18–20 |       | 20–24 | 27–23 | 24–23 | 25–22 | 23–19 | 17–18 | 19–30 | 23–21 |
| Nieuwegein              | 22–25 | 23–23 | 21–18 | 33–23 |       | 25–31 | 25–30 | 23–23 | 26–22 | 27–24 | 26–32 | 27–25 |
| Oliveo                  | 32–37 | 27–23 | 26–23 | 25–29 | 33–30 |       | 27–26 | 21–37 | 41–36 | 25–27 | 32–33 | 26–24 |
| United Breda            | 21–30 | 20–26 | 22–21 | 25–19 | 27–21 | 29–21 |       | 29–39 | 21–23 | 16–24 | 26–31 | 23–29 |
| VENECO/VELO             | 24–25 | 28–22 | 31–21 | 37–17 | 33–30 | 37–29 | 25–28 |       | 35–25 | 33–32 | 30–24 | 35–26 |
| Verburch                | 28–31 | 19–26 | 27–26 | 27–15 | 23–27 | 27–26 | 27–32 | 26–36 |       | 22–28 | 32–26 | 28–29 |
| Sima Sport/Ventura      | 25–32 | 27–19 | 21–17 | 22–16 | 35–21 | 33–31 | 23–21 | 29–33 | 34–29 |       | 22–23 | 27–22 |
| Succes Schoonmaak/VOC 2 | 31–21 | 34–17 | 42–21 | 26–15 | 35–16 | 41–20 | 33–28 | 34–27 | 42–22 | 33–24 |       | 38–24 |
| WPK/Westlandia          | 26–32 | 25–13 | 22–30 | 33–16 | 28–34 | 34–26 | 35–15 | 22–30 | 29–27 | 25–23 | 23–31 |       |

## Beslissingswedstrijd voor handhaving/degradatie
De beide nummers 10 van de afzonderlijke groepen/competities spelen, op neutraal terrein (de Bloemhof te Aalsmeer), onderling een beslissingswedstrijd om te bepalen wie zich handhaaft in de tweede divisie of degradeert naar de hoofdklasse.
|  | DFS Arnhem | 16–29 | United Breda |  |
|  |            |       |              |  |
|  |            |       |              |  |

## Rangordewedstrijd
De beide nummers 2 van de afzonderlijke groepen/competities spelen, op neutraal terrein (de Bloemhof te Aalsmeer), onderling een zogenaamde rangordewedstrijd. Het doel van deze wedstrijd is om te bepalen welk team als eerste het promotierecht heeft, in het voorkomende geval dat in een hogere divisie een team zich terugtrekt en daardoor een extra team kan promoveren, 
|  | Succes Schoonmaak/VOC 2 | 31–20 | De Tukkers |  |
|  |                         |       |            |  |
|  |                         |       |            |  |